# Encores
Encores EP är en live-EP av Dire Straits, släppt strax efter deras livealbum On the Night med låtar som inte fick plats på skivan (förutom "Your Latest Trick"). Dock fanns alla låtar med på den kommande DVD:n.

## Låtlista
Alla låtar är skrivna av Mark Knopfler.
1. "Your Latest Trick"
2. "The Bug"
3. "Solid Rock"
4. "Local Hero (Wild Theme)"